# Южное шоссе (Санкт-Петербург)

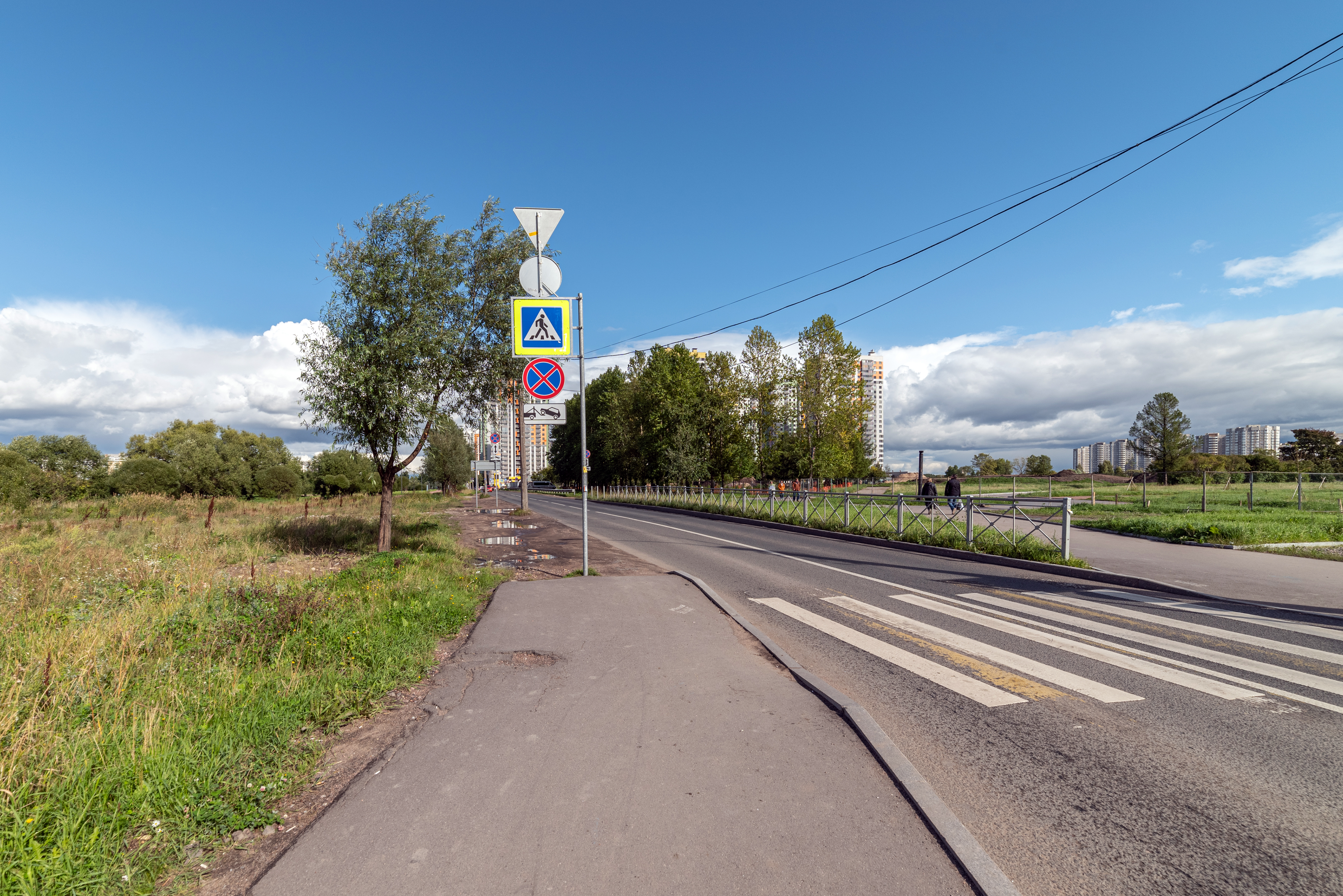
Южное шоссе возле Бухарестской улицы

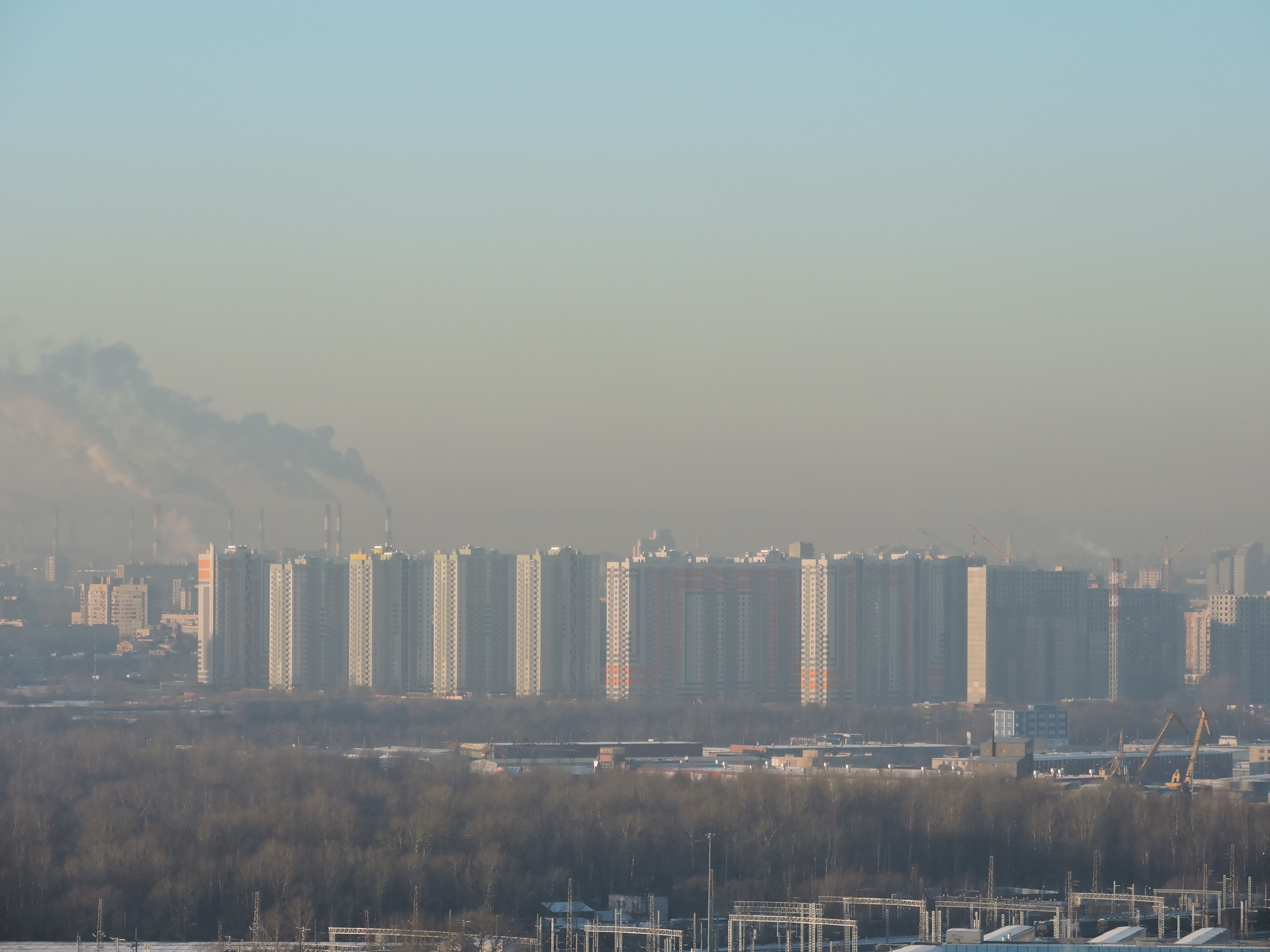
ЖК «София» на Южном шоссе

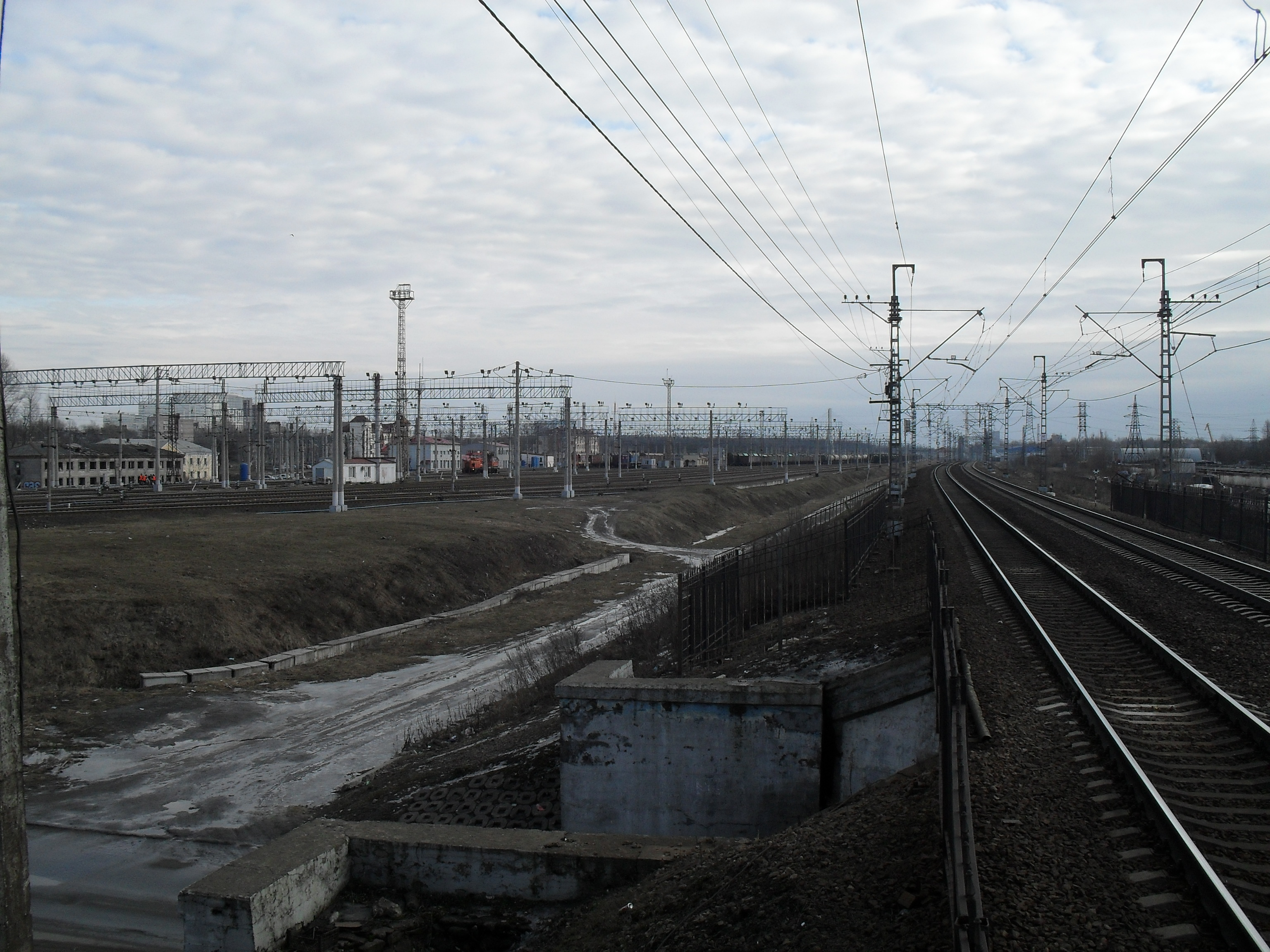
Проезд под железной дорогой у платформы Сортировочная

Ю́жное шоссе — улица во Фрунзенском районе Санкт-Петербурга. Самый старый из путей, проходящих по территории Купчина: дорога от Средней Рогатки чуть севернее деревни Купчино в сторону Невы зафиксирована на карте окрестностей Петербурга 1792 года. Проходит от Белевского проспекта до Бухарестской улицы, а вместе с Альпийским переулком — до Белградской улицы. Продолжение улицы на северо-восток называется бульвар Красных Зорь.

## История
Изначально название Южное шоссе 27 февраля 1941 года было присвоено Краснокабацкому шоссе, проходившему от проспекта Стачек до нынешней площади Победы (части современных улиц Краснопутиловской и Червонного казачества).
15 декабря 1952 года к Южному шоссе была присоединена Куракина дорога, отходившая от Средней Рогатки в направлении Куракиной дачи, в которую она упиралась на пересечении с Кладбищенской улицей, переходя за ней в Леснозаводскую улицу — небольшой отрезок вдоль южного края Куракиной дачи от Кладбищенской улицы до Проспекта села Володарского, игравшего роль набережной. В дальнейшем переходящие друг в друга центральные улицы и проспекты промышленной зоны вдоль левого берега Невы объединили в единый проспект Обуховской Обороны, который составил по длине 11 км, превысив длину Московского проспекта. Однако Куракина дорога в своём состоянии на начало 1953 года превысила обе эти магистрали: её протяжённость составила 14 км. Однако после этого отдельные части шоссе начали упразднять отчего его длина только сокращалась.
Так, уже 20 декабря 1955 года участок от проспекта Юрия Гагарина до Московского проспекта отошёл к улице Орджоникидзе, а 26 декабря 1958 года вошёл в застройку и был упразднён участок от улицы Бабушкина до Московской линии Октябрьской железной дороги. Последний участок шоссе существует и поныне, первоначально как проезд без названия, проходящий между домами № 87 и 89 по улице Седова, с 12 августа 2014 года под названием Белевский переулок.
16 января 1964 года участок от площади Победы до нынешней улицы Червонного Казачества присоединили к Краснопутиловской улице, а участок от существовавшей ранее Краснопутиловской улицы до проспекта Стачек и стал улицей Червонного Казачества. Тогда же вошёл в застройку и был упразднён участок Южного шоссе от Витебского проспекта до проспекта Юрия Гагарина, хотя шоссе в виде безымянного внутриквартального проезда сохраняется там по сей день. В 1960-х годах после окончания строительства проезда под железнодорожными путями Витебского направления (улица Типанова — проспект Славы) был ликвидирован железнодорожный переезд на бывшей трассе Южного шоссе у платформы Купчино (ныне — платформа Проспект Славы).
Последнее сокращение Южного шоссе произошло 16 октября 1978 года, когда участку от Белградской улицы до Бухарестской улицы присвоили название Альпийский переулок.
Участок бывшего Южного шоссе между Витебским проспектом и проспектом Космонавтов безымянный. Автобусная остановка на перекрёстке этого участка с проспектом Космонавтов сохраняла название «Южное шоссе» до конца 2013 г., когда была переименована в «Проспект Космонавтов, 50». В 2018 году безымянному участку планировалось присвоить название улица Георгия Гречко, в честь Г. М. Гречко, однако присвоение не состоялось.

## Пересечения
Южное шоссе граничит или пересекается со следующими магистралями:
- Белевский проспект / улица Кибальчича — Южное шоссе продолжается бульваром Красных Зорь на восток.
- Московское направление Октябрьской железной дороги (проезд под путями)
- Сортировочная-Московская улица — пересечение
- Московское направление Октябрьской железной дороги (проезд под путями)
- Маневровый проезд — примыкание
- Агатов переулок — примыкание
- Софийская улица — пересечение
- Бухарестская улица — (Южное шоссе примыкает к ней)

## Объекты
- Парк Интернационалистов
- Жилой комплекс «София»

## Транспорт
В непосредственной близости от Южного шоссе расположена платформа Сортировочная Московского направления Октябрьской железной дороги. Рядом с платформой располагается конечная остановка троллейбусов и автобусов.
По самому шоссе движения общественного транспорта нет.
Станция метро «Проспект Славы».